# 杨匡民
杨匡民（1920年—2016年），曾用名陈文厚，男，福建同安人，缅甸归侨，中国音乐理论家、教育家，曾任中国音乐家协会理事。